# George Gorringe
Sir George Frederick Gorringe (Kingston-by-Sea, 10 febbraio 1868 – Kingston-by-Sea, 24 ottobre 1945) è stato un generale britannico.

## Biografia

### I primi anni
George Frederick Gorringe era il figlio secondogenito di Hugh Gorringe e di Louisa Gorringe, entrambi residenti a Kingston-by-Sea, ove anch'egli nacque il 10 febbraio 1868.
Egli studiò alla Lee's School di Brighton e successivamente al Wellington College. Nel 1868 passò alla Royal Military Academy di Woolwich, ove ottenne il diploma nei Royal Engineers il 17 febbraio 1888.

### La carriera militare
Egli inizialmente prestò servizio a Chatham ed a Aldershot. Venne a far parte dell'esercito britannico di servizio in Egitto tra il 1892 ed il 1899 e nuovamente dal 1902 al 1904. Egli prestò servizio nella Spedizione di Dongola del 1896 e nella Spedizione del Nilo del 1897-1899 e quindi nella Guerra sudafricana del 1899-1901 ed in Sudan dal 1902 al 1904.
Nominato cavaliere nel 1915, si distinse largamente durante la prima guerra mondiale ove ottenne il comando del 3rd Indian Army Corps durante le operazioni sul fiume Tigri dal marzo al luglio del 1916 e il comando della 47th Division delle British Expeditionary Force in Francia dal settembre del 1916 al marzo del 1919.
Nei suoi dispacci al Chief of the General Staff del quartier generale del British Indian Army a Simla, circa le operazioni in Mesopotamia dal 19 gennaio al 30 aprile 1916, il Tenente Generale Sir Percy Lake, riportò quanto segue:
"Il Maggiore Generale (temporaneamente Tenente Generale) Sir G. F. Gorringe ha recato un grande servizio allo Stato. Come Capo dello Staff della Colonna del Tirgri dal 28 gennaio, ed in comando della stessa Colonna dal 12 marzo, egli ha mostrato instancabili energie, abilità e devozione nell'affrontare molte difficili situazioni che ha dovuto affrontare. Egli è un comandante di provata abilità sul campo."
Dopo la guerra, egli comandò la 10th Division in Egitto dal 1919 al 1921, raggiungendo il grado di Tenente Generale nel 1921. Si ritirò dal servizio attivo nel 1924.
Gorringe fu Colonnello Comandante dei Royal Engineers dal 1927 al 1938.

#### L'esecuzione di HJ van Heerden, capo dei ribelli
Il 2 marzo 1901, Gorringe, come Tenente Generale, formò un tribunale militare in una fattoria della Riet Valley, presso Middelburg, nella Colonia del Capo per giudicare in absentia, Hendrik Jacobus van Heerden. Il presidente della corte era il capitano C.E. Wilson del East Lancashire Regiment. Van Heerden venne fucilato poco dopo che il tribunale ebbe emesso la propria sentenza.
Dopo l'esecuzione, Gorringe dichiarò:
"Dopo la decisione della corte e mentre io mi trovavo a comandare la colonna verso Pearston ricevetti una missiva dal tenente Kirby. Il rapporto indicava la colpevolezza di Van Heerden e che la sua condanna sarebbe stato un esempio sommario per tutti. A quel punto diedi il mio parere favorevole confermando la sentenza. Io personalmente predisposi lo squadrone per quel proposito."

### Gli ultimi anni
Dopo essersi ritirato a vita privata, Gorringe fece il contadino a Kingston-by-Sea sino alla sua morte il 24 ottobre 1945. Venne sepolto nella tomba di famiglia nell'angolo nord-ovest del cimitero della locale chiesa di St Julian oggi parte di Shoreham-by-Sea.